# برایان جونز
برایان جونز(به انگلیسی: Brian Jones) با اسم اصلی لوئیس برایان هاپکین جونز (Lewis Brian Hopkin Jones) (زاده ۲۸ فوریه ۱۹۴۲ - درگذشته ۳ ژوئیه ۱۹۶۹) گیتاریست انگلیسی است که از اعضای بنیان‌گذار گروه راک انگلیسی رولینگ استونز (The Roling Stones) بوده. او به جهت تسلط بر چند ساز مختلف، سبک زندگی مد، استفاده از مواد نشاط-آور و مرگ در ۲۷ سالگی شناخته شده بود.

## دیسکوگرافی
- زیردریایی زرد (۱۹۶۶)
- درخواست شیطانی شاهنشاهان آن‌ها (۱۹۶۷)
- در مسیر برج دیده‌بانی (۱۹۶۸)
- بگذار خون بیاد (۱۹۶۹)
- سیرک راک اند رول رولینگ استونز (۱۹۹۶)